# Eulithis packardata
Eulithis packardata är en fjärilsart som beskrevs av Joseph Albert Lintner 1878. Eulithis packardata ingår i släktet Eulithis och familjen mätare. Inga underarter finns listade i Catalogue of Life.